# David Caruso
David Stephen Caruso, ameriški filmski in televizijski igralec ter producent, *7. januar 1956, Forest Hills, Queens, New York, Združene države Amerike.
Caruso je najbolje poznan po svoji vlogi poročnika Horatia Caina v seriji Na kraju zločina, zaigral pa je tudi Johna Kellyja v ABC-jevi kriminalni drami Newyorška policija.

## Zgodnje življenje
David Stephen Caruso se je rodil v Forest Hillsu, Queens, New York, Združene države Amerike, kot sin knjižničarke Joan in urednika časopisov ter revij Charlesa Carusa. Ima irske in italijanske, natančneje sicilijanske korenine. Njegov oče ga je zapustil, ko je bil star dve leti, s čimer ga je prisilil, da je »nazadnje moral biti oče sam sebi«, kot je povedal on sam. Vzgojen je bil v Rimskokatoliški cerkvi, šolal pa se je na katoliški šoli Our Lady Queen of Martyrs v Forest Hills. Kasneje je pričel obiskovati srednjo šolo Archbishop Molloy v Briarwoodu, kjer je s šolanjem končal leta 1974.
Ena od njegovih prvih služb je bilo preverjanje vstopnic za ogled filma v kinu, kjer si je sam ogledal do osemdeset filmov na teden. Dejal je, da so s sodelavci pogosto po koncu dela za kinom zaigrali nekaj prizorov, ki so jih tisti dan videli. V tej službi je našel vzornike, kot so Humphrey Bogart, James Cagney in Edward G. Robinson. Kasneje je dejal:
Etika določenih igralcev je name vsekakor naredila velik vtis. Ti fantje so me naučili, kako postati tisto, čemur jaz pravim odgovoren mož.

## Kariera

### Osemdeseta
Njegova prva filmska vloga je bila vloga v filmu Getting Wasted (1980), kjer je zaigral Dannyja. Večino naslednjega desetletja je David Caruso igral stranske vloge v različnih filmih, na primer First Blood, Častnik in gentelman, Blue City, Thief of Hearts in China Girl. Caruso sam pravi, da so ga prvič opazili šele v vlogi Danielsa, »kadeta, ki je skoraj utonil«, v filmu Častnik in gentelman. Pojavil se je tudi v filmu Dvojčka (1988). Na televiziji se je pojavil v stranski vlogi Tommyja Manna, vodje ulične tolpe Shamrocks, v televizijski seriji Hill Street Blues, kjer je igral v zgodnjih osemdesetih. Pojavil se je v dveh epizodah serije NBC-jeve Crime Story, ki so jo predvajali med letoma 1986 in 1988. Leta 1984 je zaigral ameriškega olimpijskega atleta Jamesa Brendana Connollyja v NBC-jevi miniseriji The First Olympics: Athens, 1896.

### Devetdeseta
David Caruso je zaigral stranske vloge v kriminalnih filmih, kot sta Kralj New Yorka (1990) in Mad Dog and Glory (1993). Med snemanjem filma Hudson Hawk (1991) je pričel z igranjem po določenih metodah; na snemanju ni nikoli govoril z nikomer, saj je bil njegov lik, Kit-Kat, nem, ker si je odgriznil jezik.
Njegova prva pomembnejša vloga je bila vloga detektiva Johna Kellyja v seriji Newyorška policija, ki jo je pričel igrati leta 1993. Za svoj nastop v seriji je bil Caruso nagrajen z zlatim globusom. Časopis TV Guide ga je imenoval za enega od šestih igralcev, ki si ga je bilo v televizijski sezoni 1993/1994 vredno ogledati. Ko je naslednjega leta prenehal igrati v s strani kritikov zelo hvaljeni seriji (zaigral je le v štirih epizodah druge sezone), ker mu niso želeli zvišati plače, je pritegnil veliko pozornosti medijev in javnosti. Po koncu serije ni več dosegel veliko uspeha kot glavni igralec v filmih, čeprav je zaigral v kriminalnem trilerju Poljub smrti (1995), ki so ga kritiki v glavnem hvalili, vendar z njim niso zaslužili veliko denarja. Pojavil se je tudi v filmu Jade (1995), ki je bil finančno sicer precej uspešen, vendar so ga kritiki kritizirali. Leta 2010 je časopis TV Guide njegovo odločitev, da zapusti serijo Newyorška policija označil za šesto največjo »neumnost« na televiziji vseh časov. V prvi epizodi serije South Park, »Cartman Gets an Anal Probe«, Kyle svojega brata Ikea skuša prepričati, da skoči iz vesoljske ladje tako, da ga prosi, naj »pokaže, kakšna je bila kariera Davida Carusa.«
Leta 1997 je David Caruso ponovno pričel igrati na televiziji, saj je zaigral newyorškega državnega tožilca v CBS-jevi pravno-dramski seriji Michael Hayes, ki pa je trajala le eno sezono.

### 2000. leta
Caruso je ponovno pričel igrati v filmih, ko je ob Russellu Croweu zaigral stransko vlogo v filmu Dokaz življenja (2000). Leta 2001 je zaigral glavno vlogo v kultni psihološki grozljivki Deveta seansa.
Med letoma 2002 in 2012 je igral poročnika Horatia Cainea v popularnem delu franšize Na kraju zločina, seriji Na kraju zločina: Miami. Je prvi igralec, ki je v vseh treh serijah iz franšize (Na kraju zločina, Na kraju zločina: Miami in Na kraju zločina: New York) zaigral isti lik. Vsaka epizoda serije Na kraju zločina: Miami se je pričela z njegovim kratkim stavkom, po čemer je postal slaven. Poznan je tudi po tem, da si v seriji njegov lik sredi stavka odstrani očala ali pa odide s prizorišča ravno takrat, ko se glavna tema prične (končna poteza). V epizodi serije Late Show with David Letterman, izdani 7. marca 2007, je komedijant Jim Carrey priznal, da je oboževalec serije in satirično oponašal Carusa. Carrey je kamermana prosil, naj se mu »približa na dramatičen način«, nato pa je pričel govoriti z globljim glasom in si nadel svoja sončna očala. V enem od intervjujev s CBS-jem je Caruso dejal, da je bil nad Carreyjevim oponašanjem navdušen.

## Zasebno življenje
David Caruso ima hčerko Greto (roj. 1. junij 1984) iz svojega drugega zakona z Rachel Ticotin. S svojim bivšim dekletom, Lizo Marquez, ima dva otroka, sina in hčerko. Aprila 2009 je Marquezova vložila tožbo proti Carusu.
Marca 2009 so avstrijsko žensko s Tirolske aretirali zaradi zasledovanja Carusa; dvakrat se ni pojavila na sodišču, kjer so obravnavali njen primer, da bi se zagovarjala zaradi svojega zločina, nato pa je pobegnila v Mehiko. Po njeni deportaciji iz Mehike jo je avstrijska policija odpeljala v zapor, kjer je ostala do zaslišanja.

## Izbrana filmografija
- Getting Wasted (1980) kot Danny
- Without Warning (1980) kot Tom
- Častnik in gentelman (1982) kot Topper Daniels
- First Blood (1982) kot Deputy Mitch
- Hill Street Blues (1981–1983) kot Tommy Mann (vodja tolpe Shamrocks)
- T. J. Hooker (1983; epizoda »Requiem for a Cop«) kot Jennings
- Thief of Hearts (1984) kot Buddy Calamara
- The First Olympics: Athens, 1896 (1984) kot James Connolly (miniserija)
- Blue City (1986) kot Joey Rayford
- China Girl (1987) kot Mercury
- Dvojčka (1988) kot Al Greco
- Kralj New Yorka (1990) kot Dennis Gilley
- Rainbow Drive (1990) kot Larry Hammond
- Hudson Hawk (1991) kot Kit Kat
- Mission of the Shark: The Saga of the U.S.S. Indianapolis (1991) kot Wilkes
- Mad Dog and Glory (1993) kot Mike
- Newyorška policija (1993–1994) kot detektiv John Kelly
- Poljub smrti (1995) kot Jimmy Kilmartin
- Jade (1995) kot David Corelli
- Michael Hayes (1997) kot Michael Hayes
- Body Count (1998) kot Hobbs
- Dokaz življenja (2000) kot Dino
- Deveta seja (2001) kot Phil
- Black Point (2001) kot John Hawkins
- Na kraju zločina: Miami (2002–2012) kot poročnik Horatio Caine
- Na kraju zločina: New York (2005) kot poročnik Horatio Caine
- Rehab (2010–2011) - le producent